# Institución Educativa Emblemática Teresa González de Fanning
La Institución Educativa Teresa González de Fanning está situada en el distrito de Jesús María, en Lima, Perú. Fue fundada en 1952 y lleva el nombre de una notable educadora peruana, Teresa González de Fanning (1836-1918).
Empezó a funcionar como Gran Unidad Escolar y Colegio Nacional de Mujeres; actualmente tiene la categoría de Institución Educativa Emblemática y alberga a 2950 alumnas en las modalidades de inicial, primaria y secundaria.

## Historia

### Antecedentes
Antes de su fundación como colegio nacional, sus instalaciones fueron sede de la Escuela Japonesa de Lima (Lima Nikko), fundada en 1920 y que fue el centro educativo más importante de la colonia japonesa en el Perú, con 1800 alumnos. Pero a raíz del estallido de la Segunda Guerra Mundial y el inicio de hostilidades entre Estados Unidos y el Japón, el gobierno filoestadounidense de Manuel Prado Ugarteche ordenó la expropiación de muchos negocios e instituciones de los inmigrantes japoneses y sus descendientes nacidos en suelo peruano, entre ellos la escuela Lima Nikko (1942). La local se convirtió temporalmente en la sede del Instituto Pedagógico Nacional de Varones.

### Fundación y trayectoria
Durante el gobierno del general Manuel A. Odría (1948-1956), las instalaciones del Instituto Pedagógico Nacional de Varones fueron habilitadas para ser sede de una Gran Unidad Escolar para mujeres, trasladándose dicho Instituto a una nueva sede en Chosica.
Esto se hizo en el marco de un vasto plan de apoyo a la educación pública, uno de cuyos aspectos más vistosos fue precisamente la construcción de modernos y amplios locales escolares, y la ampliación e implementación de otros ya existentes.
Fue el promotor de la cultura Manuel Beltroy quien convenció a la autoridad educativa de que se diera al flamante plantel el nombre de Teresa González de Fanning, en homenaje a esta gran educadora y escritora peruana, precursora de la moderna educación de la mujer orientada a su independencia laboral.
Fue fundado por resolución ministerial N.º 919 del 10 de diciembre de 1952. El 13 de abril del año siguiente empezó a funcionar con 617 alumnas. Su directora-fundadora fue Florinda Parodi de Ward. En 1956, Mercedes Indacochea recibió el cargo de maestra y organizadora extraordinaria, dándole realce en el aspecto pedagógico y educativo, hasta su fallecimiento en 1959, siendo sucedida por Sofía Pinzás.
El reto inmediato que se planteaba era acondicionar un edificio antiguo y asegurar el ingreso del mayor número de alumnas. Pudieron sacar provecho de sus amplios salones, patios y campo deportivo, e inauguraron incluso una biblioteca moderna con 2500 títulos, en los años 1960.
Llegó a ser el centro educativo más poblado del país, con 6000 alumnas. Desde su fundación ha tenido un rol protagónico en el desarrollo de la educación pública peruana y ha logrado innumerables premios en diferentes disciplinas y líneas de trabajo tales como: deportes, banda de guerra y música, desfiles, concurso nacional de coros, danzas tradicionales, actividades culturales y conocimientos, entre otros. Los mayores galardones obtenidos en desfiles son: tres Soles Radiantes, el Premio Presidencia de la República (1994) y el Gallardete Ministerial (2000), así como el Premio «La Cantuta de Oro» en el V Concurso Nacional de Danzas Folclóricas.

### Colegio emblemático
Por su trayectoria fue categorizado como Colegio Emblemático, junto con otras antiguas Grandes Unidades Escolares. Como tal, fue incluido en el “Programa Nacional de Recuperación de las Instituciones Públicas Educativas Emblemáticas y Centenarias” iniciado por el segundo gobierno del presidente Alan García por decreto de urgencia dado en enero del 2009.
Sin embargo no se iniciaron de inmediato las labores de remodelación y modernización, pues se dio prioridad a otros colegios cuyas estructuras se hallaban en estado más calamitoso. Iniciadas por fin las obras, estas culminaron en junio del 2011, poco antes de culminar el gobierno de García. En total se invirtieron más de diecisiete millones de soles. La ceremonia de inauguración, realizada el 30 de junio del 2011 contó con la presencia del presidente Alan García, la primera ministra Rosario Fernández Figueroa (exalumna fannista), y el ministro de Educación Víctor Raúl Díaz Chávez.
La moderna infraestructura se eleva sobre 25 000 metros cuadrados, y además de aulas, alberga salas para talleres, centros de cómputo, laboratorios y áreas deportivas. Además, se ha implementado un Centro de Recursos Tecnológicos (CRT) con conexión a internet, tres laboratorios de Química, Física y Biología, una biblioteca bien equipada, salas de uso múltiples, lozas deportivas y tópicos de enfermería.
Sin embargo, al igual que en el resto de los colegios emblemáticos reinaugurados por el presidente García, se cuestionó el hecho de que muchas de las obras estuvieran inconclusas.
Al iniciarse el año escolar de 2013, se informó que debido a que todavía se realizan las obras de construcción y refacción del plantel, las alumnas debían trasladarse temporalmente al Colegio Mercedes Cabello de Carbonera, ubicado en Barrios Altos, en el centro de Lima. Concluidas estas obras, las alumnas retornaron a su centro de estudios.

## Directores
Esta nómina de directores ha sido extraída del libro Memoria de una generación maravillosa. G.U.E. Teresa González de Fanning 1953-1983 (Lima, 2017) de Zoila Betty Cisneros Siccha, exalumna fannista.
1. Florinda Parodi de Ward (1953-1954)
2. Mercedes Indacochea Lozano (1955-1958)
3. Sofía Pinzás Picón (1959-1965)
4. Luz Mendizábal de Rodríguez (1966-1969)
5. Graciela Vera Portocarrero de Linares (1969)
6. Bertha Peña de Sánchez (1969-1974)
7. María Luisa E. de Costa (1975-1976)
8. Esther Arbulú de Morote (1977-1983)
9. Elizabeth Monroy de Orihuela (1983-1997)
10. Isabel Gamarra Arteaga (1997-1998)
11. Palmira Ríos Ancaya (1999)
12. Vicente Peña Alvarado (1998-2023)[12]
13. Honorio López Reyna (2024-)[13]

## Fannistas destacadas
Entre las exalumnas destacadas están: Gisela Valcárcel, animadora de televisión; Rosario Fernández Figueroa, ex-presidenta del Consejo de Ministros del segundo gobierno de Alan García y la segunda mujer en asumir tal cargo; Clara Indacochea Álvarez, ingeniera geológica; Beatriz Mejía Mori, abogada y activista del movimiento «Con mis hijos no te metas»; la docente Teresa Arellano; la periodista y gerontóloga Carmen Pitot Guzmán; y la historiadora Rosaura Andazabal Cayllahua.